# E.T. (singel)
E.T. – singiel amerykańskiej piosenkarki Katy Perry, nagrany w duecie z raperem Kanye Westem. Utwór napisali Katy Perry, Łukasz Sebastian Gottwald (Dr. Luke), Max Martin i Joshua Coleman, singel zaś został wydany za pośrednictwem wytwórni płytowej Capitol Records. Utwór został wydany jako promocyjny singel 17 sierpnia 2010, zaś oficjalna premiera singla, czwartego promującego album Teenage Dream (2010). Wydawnictwo jest siódmym utworem Perry, który znalazł się w pierwszej dziesiątce listy przebojów Billboard Hot 100. Na albumie Teenage Dream znajduje się wersja bez Kanye Westa.
Reżyserką teledysku do utworu jest Floria Sigismondi.

## Lista utworów
Sporządzono na podstawie materiału źródłowego.
1. „E.T.” (featuring Kanye West) – 3:50

## Notowania
| Listy przebojów (2010/2011)              | Najwyższa pozycja |
| ---------------------------------------- | ----------------- |
| Australia (ARIA)                         | 5                 |
| Belgia (Ultratop Flanders)               | 24                |
| Belgia (Ultratop Wallonia)               | 14                |
| Dania (Tracklisten)                      | 12                |
| Francja (SNEP)                           | 10                |
| Irlandia (IRMA)                          | 5                 |
| Kanada (Canadian Hot 100)                | 1                 |
| Norwegia (VG-Lista)                      | 13                |
| Nowa Zelandia (RIANZ)                    | 1                 |
| Polska (Polish Airplay Chart)            | 1                 |
| Szwajcaria (Media Control Charts)        | 14                |
| Szwecja (Sverigetopplistan)              | 12                |
| UK Singles (The Official Charts Company) | 3                 |
| US Billboard Hot 100                     | 1                 |